# Норман Вайтсайд
Норман Вайтсайд (англ. Norman Whiteside, нар. 7 травня 1965, Белфаст) — північноірландський футболіст, півзахисник.
Насамперед відомий виступами за клуб «Манчестер Юнайтед», а також національну збірну Північної Ірландії.
Дворазовий володар Кубка Англії. Володар Суперкубка Англії з футболу.

## Клубна кар'єра
У дорослому футболі дебютував 1981 року виступами за команду клубу «Манчестер Юнайтед», в якій провів вісім сезонів, взявши участь у 193 матчах чемпіонату.  Більшість часу, проведеного у складі «Манчестер Юнайтед», був основним гравцем команди. За цей час двічі виборював титул володаря Кубка Англії, ставав володарем Суперкубка Англії з футболу.
Завершив професійну ігрову кар'єру у клубі «Евертон», за команду якого виступав протягом 1989—1991 років.

## Виступи за збірну
1982 року дебютував в офіційних матчах у складі національної збірної Північної Ірландії. Протягом кар'єри у національній команді, яка тривала 9 років, провів у формі головної команди країни 38 матчів, забивши 9 голів.
У складі збірної був учасником чемпіонату світу 1982 року в Іспанії, чемпіонату світу 1986 року у Мексиці.

## Титули і досягнення
- Володар Кубка Англії (2):

«Манчестер Юнайтед»:  1982–83, 1984–85
- Володар Суперкубка Англії з футболу (1):

«Манчестер Юнайтед»:  1983